# Maurice Vidal Portman
Maurice Vidal Portman (21 de marzo de 1860–14 de febrero de 1935) fue un oficial naval británico, conocido por sus labores de documentación y pacificación de varias tribus andamanesas entre 1879 y 1901.

## Biografía
M. V. Portman fue el tercer hijo del político Maurice Berkeley Portman (de su primer matrimonio, con Helen Vidal Harris) quien a su vez fue el tercer hijo de Edward Portman, 1er Vizconde Portman y Emma Portman, Baronesa Portman. Con 16 años se alistó en la Real Marina India y estuvo durante algún tiempo a cargo del yate del virrey. En julio de 1879 fue destacado a Port Blair en las Islas Andaman y nombrado oficial a cargo de los andamaneses, un puesto que ejerció durante más de 20 años con pocas interrupciones (entre ellas, de diciembre de 1880 a diciembre de 1883 por enfermedad y de marzo de 1887 a marzo de 1888 por licencia). Pudo ganarse la amistad de los nativos y pacificar algunas tribus hasta entonces hostiles, sobre todo el pueblo onge de la isla Pequeño Andamán, pero en ocasiones no dudó en recurrir a la fuerza.

### Port Blair
Durante su estancia en Port Blair, sacó numerosas fotografías de los andamaneses, algunas por petición del Museo Británico (a sus expensas) y del Gobierno británico de la India (retribuidas). Estas placas fotográficas se encuentran diseminadas entre varios museos y pueden estar en parte sin publicar. También escribió dos libros, Notes of the Languages of the South Andaman Group of Languages [«Notas de los idiomas del grupo de idiomas del sur de Andamán»] (1898) y A History of Our Relations with the Andamanese [«Una historia de nuestras relaciones con los andamaneses»] (1899). Portman también compiló una destacable colección de objetos etnográficos durante su estancia en las islas Andamán que ahora forma parte de las colecciones del Museo Británico.

### Madurez
Según su obituario, tenía un «físico frágil» y padecía de mala salud. Tras jubilarse con invalidez en 1901, regresó a Gran Bretaña, donde hizo algo de periodismo y realizó algunas tareas de los servicios secretos durante la Primera Guerra Mundial. Fue miembro del Union Club. No llegó a casarse ni tuvo descendencia.